# レッドブル・RB8
レッドブル・RB8 (Red Bull RB8) は、レッドブル・レーシングが2012年のF1世界選手権参戦用に開発したフォーミュラ1カーである。

## 概要

### 構造
2009年のRB5の流れを汲む4世代目のマシン。基本的なメカニズムは前年のRB7の正統進化型となる。
最大の特徴はノーズの段差部分に設けられた「レターボックス・スロット」と呼ばれる細い吸気口である。ニューウェイはこれを「ドライバーの冷却用」と説明したが、別の用途が疑われた。
2012年よりエンジン排気の空力的利用（ブロウンディフューザー）が規制され、この分野をリードしていたレッドブルは不利益を被った。エキゾーストを中心に設計したRB7はリアの車高を高くすることができたが、RB8では開発コンセプトを再検討することになった。

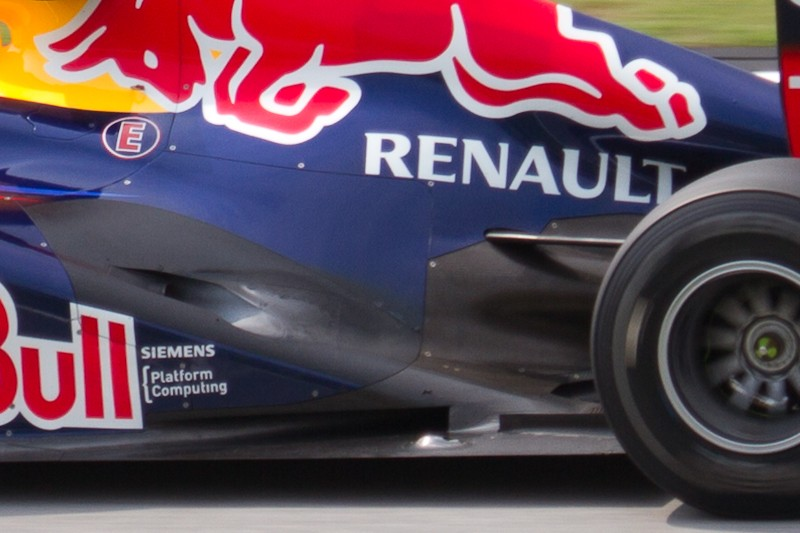
RB8の排気レイアウト

排気口の位置と排気方向は試行錯誤がみられる。最初のバージョンではリアサスペンションの付根近くに排気口を設け、車体中央寄りに排気を向かわせていた。実戦バージョンでは排気口の位置が前方外寄りに移動し、排気がサイドポッドのスロープに沿ってディフューザー方向に流れるタイプに変わった。また、サイドポッド側面より気流が流れ込むトンネルが追加され、立体交差のような構造となった。改良バージョンではトンネルの穴が前後2つに増えた。
シーズン終盤には、メルセデスやロータスがテストしていたダブルDRSが搭載されたと見られる。メルセデスの装置と同じく、リアウィングのDRSを作動させた際に露出する「穴」から空気を取り入れるが、メルセデスのようにフロントウィングに作用するのではなく、リアの下段ウィング（ビームウィング）から放出してディフューザーの効果を失速させるものと考えられる。これにより弱点であった直線スピードが改善された。

### 論争
シーズン開幕直前、国際自動車連盟 (FIA) からエキゾーストソリューションの使用禁止を通達された。リアのブレーキダクトに排気ガスを集めて意図した部分へ送るという設計であり、禁止によってチームの準備に誤算が生じたという。
モナコGPではリアタイヤの前のフロア（ステッププレーン）の穴が他チーム間で規約違反ではないかと議論を呼んだ。これはFIAが定めたテクニカルレギュレーション第3条12項5の不浸透の表面という文言に違反する可能性があったためである。ただレッドブルはこのフロアを2戦前のバーレーンGP以降FIAの車検をパスして使い続けており、レース後どのチームも抗議をせずに終わる。しかし、モナコGPが終了した6日後にFIAは技術指示書でこのフロアを違法と判断。このフロアを使用したレースの結果は剥奪されないものの、レッドブルは次戦のカナダGPからこの穴あきフロアを使うことができなくなった。なお、この件についてチームのエースドライバーであるセバスチャン・ベッテルはこれからのレースに大きな影響はないと語った。
カナダGPではフロントブレーキの冷却ダクトに空力的補助機能があるとして、FIAから設計変更を求められた。また、パルクフェルメ保管時に手動で車高調整できるダンパーを使用しないよう要請されていたことも後になって判明したが、チーム首脳はそのような行為はしていないと否定した。
ドイツGPではルノーエンジンのトルク制御マップに関して、中速域のトルクを減らすことで、禁止されているトラクションコントロールやブロウンディフューザーの効果を得ているのではないかと疑われた。レーススチュワードは決勝日の午前中に調査を行い、レッドブル側の主張は認めなかったものの、違法な点はないと判断した。FIAは次戦ハンガリーGPまでに、トルクマップの調整幅を上下2%未満に制限すると決定した。
アブダビGPではノーズ交換作業の際に先端部が柔軟に動いたように見えたことから、ノーズがゴム製ではないかと指摘された。レギュレーション違反のフレキシブル構造ではないかと疑われたが、F1技術顧問のチャーリー・ホワイティングは「他のどのチームにもこれが起こり得るのは確かだ」と疑惑を一蹴した。
レッドブルが度々規定違反を問われる理由について、チームアドバイザーのヘルムート・マルコは「パドックにはわれわれに対する嫉妬や妬みが渦まいている。なぜか?それは我々が新興チームながら過去2年、勝ち続けているからだ」と語った。ニューウェイは「我々は限界ぎりぎりのところまで攻めた」「肝心なのはクルマは合法だったということ、そして我々は何度も優勝したということだ」と語った。

## 2012シーズン

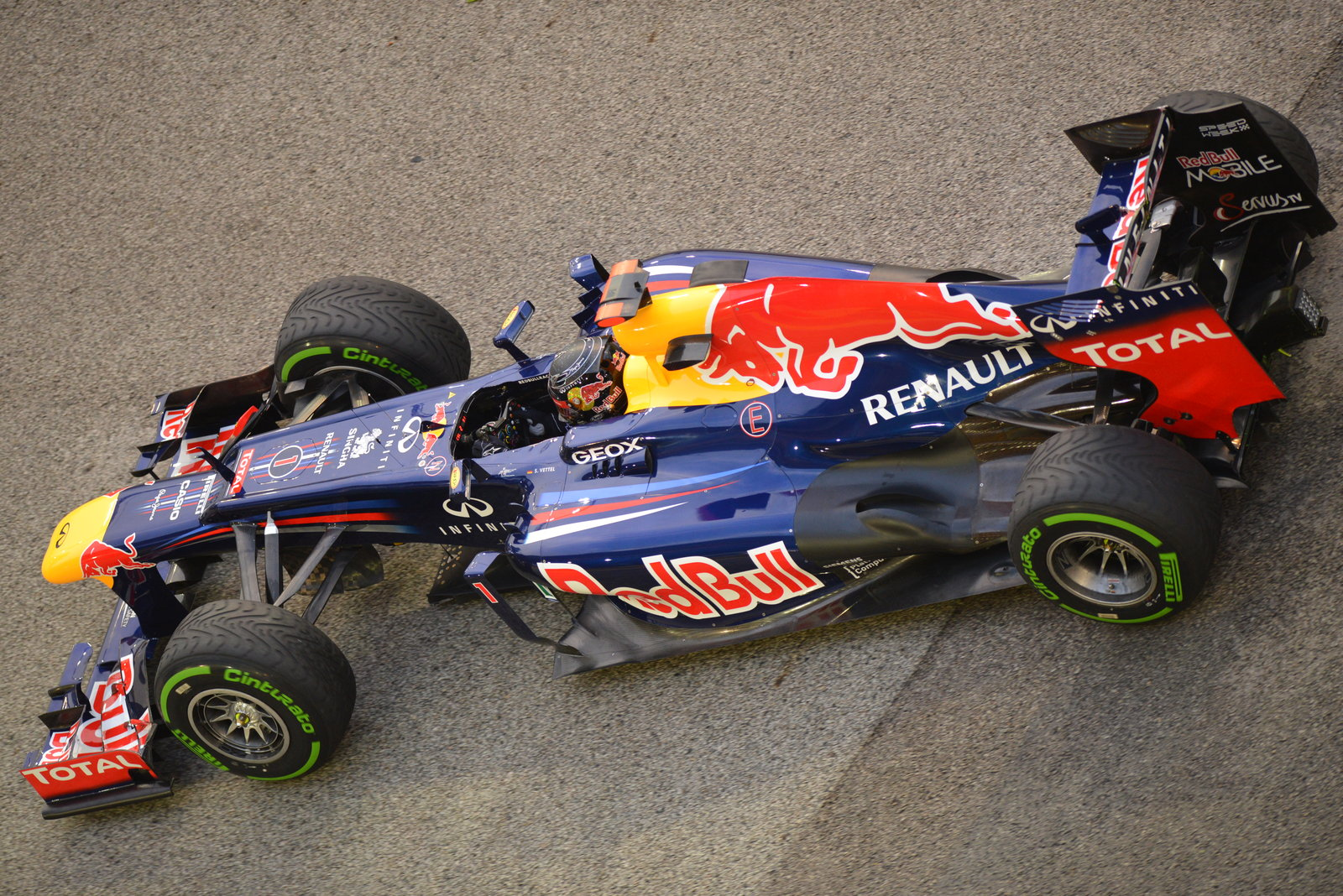
シンガポールGPのRB8

シーズン序盤戦、チームはRB8から一貫性のあるパフォーマンスを引き出すことに苦労し、予選でトップ10を逃すこともあった。ベッテルは新型エキゾーストにドライビングスタイルが合わず、とくに予選においてマシンバランスに苦労した。
ニューウェイはマシンを正しく理解することができず、「エンジニアとして非常にフラストレーションを感じる状態だった」と語っている。
しかし、第14戦シンガポールGPから投入したアップグレードが成功し、第15戦日本GP以降は6戦中4回のポールポジションを獲得。ベッテルは日本GPから4連勝（うち3戦連続して全周回ラップリーダー）を記録し、フェルナンド・アロンソを逆転して3年連続チャンピオンを獲得した。レッドブルはコンストラクターズ部門でも3連覇を達成した。
シーズン中はルノーエンジンに装着されているオルタネーターに原因不明の過熱故障が起こり、ベッテル2戦（ヨーロッパGP・イタリアGP）、ウェバー1戦（アメリカGP）のリタイア原因となった。この問題は同じルノーエンジンを搭載するロータスでも発生している。ニューウェイは「破裂寸前の時限爆弾」と表現し、レッドブルのオーナーであるディートリヒ・マテシッツは製造メーカーをマニエッティ・マレリから他へ変更するべきだと発言した。アメリカGPではあえて旧型を使用したもののトラブルが発生し、最終戦ブラジルGPでは他のルノーエンジンユーザーと同じ最新型を使用した。

## スペック

### シャーシ
- シャーシ名 RB8
- シャーシ構造 カーボンファイバー/ハニカムコンポジット複合構造モノコック・ルノーV8エンジン搭載（フルストレスメンバー）
- クラッチ APレーシング
- ブレーキキャリパー ブレンボ
- ブレーキディスク・パッド ブレンボカーボンファイバー製ディスクブレーキ
- サスペンション アルミニウム合金製アップライト、カーボンファイバー製ダブルウィッシュボーン、プッシュロッド（フロント）/プルロッド（リヤ）式トーションバー&アンチロールバー
- ダンパー マルチマチック
- ホイール O・Z（フロント:12インチｘ13インチ/リヤ:13.7インチｘ13インチ）
- タイヤ ピレリ P Zero
- ギアボックス 縦置き7速＋リバース1速 油圧式パワーシフト&クラッチ･オペレーション
- エレクトロニクス FIA（MES-マイクロソフト） スタンダードECU

### エンジン
- エンジン名 ルノーRS27-2012
- 気筒数・角度 V型8気筒・90度
- 排気量 2,400cc
- 最高回転数 18,000rpm（レギュレーションで規定）
- シリンダーブロック アルミニウム鋳造製
- バルブ数 32
- 重量 95kg
- 燃料 トタル
- 潤滑油 トタル
- エンジンマネージメント FIA（MES製）標準コントロールユニット TAG310B

## 記録
| 年   | No. | ドライバー | 1   | 2   | 3   | 4   | 5   | 6   | 7   | 8   | 9   | 10  | 11  | 12  | 13  | 14  | 15  | 16  | 17  | 18  | 19  | 20  | ポイント | ランキング |
| 年   | No. | ドライバー | AUS | MAL | CHN | BHR | ESP | MON | CAN | EUR | GBR | GER | HUN | BEL | ITA | SIN | JPN | KOR | IND | ABU | USA | BRA | ポイント | ランキング |
| ---- | --- | ---------- | --- | --- | --- | --- | --- | --- | --- | --- | --- | --- | --- | --- | --- | --- | --- | --- | --- | --- | --- | --- | -------- | ---------- |
| 2012 | 1   | ベッテル   | 2   | 11  | 5   | 1   | 6   | 4   | 4   | Ret | 3   | 5   | 4   | 2   | 22  | 1   | 1   | 1   | 1   | 3   | 2   | 6   | 460      | 1位        |
| 2012 | 2   | ウェバー   | 4   | 4   | 4   | 4   | 11  | 1   | 7   | 4   | 1   | 8   | 8   | 6   | 20  | 11  | 9   | 2   | 3   | Ret | Ret | 4   | 460      | 1位        |

- 太字はポールポジション、斜字はファステストラップ。(key)